# Lista de aeroportos do Maranhão
Lista de aeroportos do Maranhão, constando o nome oficial do aeroporto, o código IATA e/ou o código ICAO e o município onde tal aeroporto se encontra:

## Internacional

### Federais

#### CCR Aeroportos
- Aeroporto Internacional de São Luís - Marechal Hugo da Cunha Machado (SLZ/SBSL) - São Luís

## Regionais

### Federais
- Aeroporto de Imperatriz - Prefeito Renato Moreira (IMP/SBIZ) - Imperatriz

#### Agência Espacial Brasileira
- Aeroporto de Alcântara (SNCW) - Alcantara

### Municipais
- Aeroporto de Alto Parnaíba (APY/SNAI) - Alto Parnaíba
- Aeroporto de Bacabal SNBI (ICAO) - Bacabal
- Aeroporto de Balsas (BSS/SNBS) - Balsas
- Aeroporto de Barra do Corda (BDC/SNBC) - Barra do Corda
- Aeroporto de Barreirinhas (BRB/SSRS) - Barreirinhas
- Aeroporto de Benedito Leite (SNBT) - Benedito Leite
- Aeroporto de Brejo (SNRJ) - Brejo
- Aeroporto de Carolina (CLN/SBCI) - Carolina
- Aeroporto de Carutapera (CTP/SNCP) - Carutapera
- Aeroporto de Colinas (SNKL/ICAO) - Colinas
- Aeroporto de Codó (SNXH) - Codó
- Aeroporto de Coelho Neto (SIDB) - Coelho Neto
- Aeroporto de Coroatá (SNOA) - Coroatá
- Aeroporto de Cururupu (CPU/SNCU) - Cururupu
- Aeroporto de Grajaú (SNGJ) - Grajaú
- Aeroporto de Guimarães (GMS/SNYW) - Guimarães
- Aeroporto de Pastos Bons (SNPB) - Pastos Bons
- Aeroporto de Paço do Lumiar (SNOZ) - Paço do Lumiar
- Aeroporto de Pinheiro (PHI/SNYE) - Pinheiro
- Aeroporto de Presidente Dutra (PDR) - Presidente Dutra
- Aeroporto de Raposa (SIPB) - Raposa
- Aeroporto de Riachão (SNRX) - Riachão
- Aeroporto de Santa Inês - Deputado João Silva (SJBY) - Santa Inês
- Aeroporto de São Bento (SNSB) - São Bento
- Aeroporto de São Domingos do Maranhão (SNDG) - São Domingos do Maranhão
- Aeroporto de Timon (SNDR) - Timon
- Aeroporto de Turiaçu (SNTU) - Turiaçu
- Aeroporto de Tutóia - Tutóia
- Aeroporto de Urbano Santos (SNUD) - Urbano Santos
- Aeroporto Fazenda Santa Luzia (SITW) - São Raimundo das Mangabeiras